# 성낙현 (1924년)
성낙현(1924년 2월 22일~2022년 1월 21일)은 대한민국의 정치인이다. 제7·9대 국회의원을 지냈다.

## 역대 선거 결과
|  | 49.71% |

|  | 0% |

|  | 42.42% |

|  | 31.69% |